# Атеросклероз
Атеросклеро́з (грец. αθηρα — кашка та σκληρωσις — затвердіння; хвороба Маршана-Анічкова) — хронічне захворювання, яке уражає переважно великі артеріальні судини; здебільшого спостерігається у людей похилого віку.
Терміни «артеріосклероз» та «атеросклероз» є схожими, і їх можна легко сплутати, проте вони різні як у написанні, так і в значенні. Артеріосклероз — загальний термін, який описує затвердіння (і втрату еластичності) середніх або великих артерій (від грец. artēria, що означає «артерія», і грец. σκλήρωσις (склероз), що означає «затвердіння»); артеріолосклероз — це будь-яке затвердіння (і втрата еластичності) артеріол (малих артерій). Атеросклероз — затвердіння артерії, зокрема завдяки атероматозній бляшці (від дав.-гр. ἀθήρα (athḗra), що означає «каша»). Термін «атерогенний» вживають щодо речовин або процесів, які спричинюють утворення атероми.
Атеросклероз характеризується ущільненням артеріальної стінки внаслідок розростання сполучної тканини через відкладення жовтої жирової речовини на внутрішній поверхні стінок артерій, утворенням «атеросклеротичних бляшок». Потік крові зменшується і збільшується кров'яний тиск, що може привести до інфаркту міокарда, інсульту та деяких інших захворювань у середньому і літньому віці.

## Етіологія та патогенез
Виникненню атеросклерозу сприяє багато факторів, серед яких: підвищення кров'яного (артеріального) тиску, ангіоспазм, який спричинюють розлади нервової регуляції судин, нервово-психічні фактори (хронічна перевтома, перенапруження, хвилювання), порушення діяльності ендокринних залоз тощо.
Розвиток атеросклерозу пов'язаний із загальними порушеннями обміну ліпідів; при цьому в крові протягом тривалого часу (або періодично) збільшується вміст холестеролу, особливо фракцій ліпопротеїнів низької густини та дуже низької густини. Це спричинює відкладання холестерину та інших ліпідів на внутрішній оболонці стінок артерій з подальшою глибокою зміною їхньої будови.
Високий рівень холестеролу в плазмі крові вважається одним із найважливіших факторів, з яким пов'язаний патогенез атеросклерозу та ішемічних захворювань серця у людини.
Внаслідок відкладання холестеролу на внутрішньому шарі артеріальної стінки на поверхні цього шару спочатку виникають поодинокі жовтуваті плями — т. зв. атеросклеротичні бляшки. Кількість і розміри їх поступово збільшуються, одночасно в них відбувається розростання сполучної тканини, що призводить до ущільнення бляшок. В атеросклеротичних бляшках, які тривало існують, відбуваються процеси кальцифікації: відкладення солей кальцію, або «звапнення» бляшок. Особливо небезпечним такий процес є при атеросклеротичному ураженні клапанів серця, адже формування набутих клапанних вад може призвести до швидкої декомпенсації кровообігу та смерті. На пізніх стадіях атеросклерозу бляшки зливаються; згодом вони розпадаються з утворенням кашкоподібної маси, яка надходить до просвіту артерії. На місці бляшок, які розпалися, виникають атероматозні виразки; на поверхні виразок нерідко утворюються тромби (згустки крові).
Властиві атеросклерозові зміни стінок артерій нерідко призводять до звуження їхнього просвіту, а іноді до повної закупорки. Це відповідно позначається на кровообігу і спричинює недостатність кровопостачання аж до змертвіння певної ділянки тіла.
У деяких випадках може статися розрив патологічно зміненої судинної стінки. До найтяжчих наслідків призводить атеросклероз артерій головного мозку (може прогресувати до апоплексії, тобто крововиливу в мозок, або до розм'якшення певної ділянки мозку), атеросклероз вінцевих артерій, що нерідко призводить до інфаркту міокарда, та атеросклероз артерій нижніх кінцівок (у деяких випадках розвивається змертвіння кінцівки — т. зв. ішемічна гангрена). Атеросклеротичне ураження артерій нижніх кінцівок (облітеруючий атеросклероз) часто проявляється переміжною кульгавістю.
Здебільшого при атеросклерозі спостерігається одночасне ураження артеріальної системи одного або кількох органів (найчастіше — артерій головного мозку, серця, нирок, нижніх кінцівок).
Загальний атеросклероз спостерігається рідко. Атеросклероз є самостійним захворюванням, яке не можна ототожнювати з артеріосклерозом, що являє собою сукупність різноманітних патологічних станів, пов'язаних з ущільненням судинних стінок.

## Клініко-морфологічні форми
Залежно від переважання локалізації атеросклерозу в тому чи іншому судинному басейні виділяють: атеросклероз аорти, коронарних артерій серця, артерій головного мозку, нирок, кишки, нижніх кінцівок.
- Атеросклероз аорти — найчастіша клінічна форма. Процес може тривало перебігати безсимптомно.[10] Значно виражений в її черевному відділі, характеризується атероматозом, виразкуванням і петрифікацією. Часто ускладнюється тромбозом, емболією з розвитком інфарктів нирок і гангреною кишки, нижніх кінцівок, розшаровуючою аневризмою аорти. Тривало існуюча аневризма призводить до атрофії прилягаючих тканин (груднини, тіл хребців).
- Атеросклероз коронарних артерій лежить в основі розвитку ішемічної хвороби серця (ІХС).
- Атеросклероз артерій головного мозку є основою цереброваскулярного захворювання. Тривала ішемія головного мозку внаслідок стенозуючого атеросклерозу призводить до енцефалопатії (незапальних змін судин головного мозку).
- При атеросклерозі ниркових артерій виникають клиноподібні ділянки атрофії паренхіми з колапсом строми, або інфаркти з наступною їхньою організацією і формуванням втягнутих рубців (первинно зморщена нирка).
- Атеросклероз артерій кишки, ускладнений тромбозом, здебільшого закінчується гангреною кишок.
- При атеросклерозі артерій нижніх кінцівок частіше уражаються артерії стегна, розвивається атрофія м'язів, поява характерного болю під час ходи (переміжна кульгавість). Ускладнюється гангреною нижньої кінцівки.[11]

## Діагностика
Слід зазначити, що атеросклероз — це системне захворювання, і основні етапи атерогенезу не залежать від локалізації процесу (коронарні, церебральні чи інші артерії). Досить часто одночасно ушкоджуються кілька судин з наявністю чи відсутністю відповідних клінічних проявів. Залежно від локалізації атеросклеротичного ураження прояви захворювання можуть бути різними.

### Клінічна діагностика
Включає:
- оцінку анамнезу (обтяжена спадковість щодо кардіоваскулярних хвороб у кровних родичів: ознаки ІХС, дисліпідемії).
- оцінку факторів ризику вторинних дисліпідемій: наявність цукрового діабету 2 типу, гіпотиреозу, синдрому Іценка — Кушинга, обструкції жовчовивідних шляхів, цирозу печінки, хронічної хвороби нирок, особливості способу життя (гіподинамія, ожиріння, тютюнокуріння, їжа з підвищеним вмістом насичених жирів тощо), ліподистрофія, застосування деяких лікарських засобів (естрогени, прогестини, анаболічні стероїди, кортикостероїди, імунодепресанти, бета-адреноблокатори, тіазиди, ретиноїди тощо).
- клінічні критерії порушень ліпідного обміну: ксантелазми та ксантоми при високому рівні ХС, ліпоїдна дуга рогівки, потовщення ахіллових сухожиль, діагональна складка мочки вуха, панкреатит при високому рівні тригліцеридів, але часто — безсимптомний перебіг захворювання.
- клінічні критерії атеросклерозу залежно від локалізації процесу: коронарні артерії — ІХС (стенокардія, інфаркт міокарду, кардіосклероз); магістральні артерії головного мозку — хронічна ішемія мозку, інсульт, транзиторна ішемічна атака; ниркові артерії — порушення функції нирок і нефрогенна артеріальна гіпертензія; аорта — переміжна кульгавість, симптоми стенозу гирла аорти, аневризми аорти; судини нижніх кінцівок — переміжна кульгавість; мезентеріальні судини — ішемія органів черевної порожнини.

У Європейських рекомендаціях з профілактики серцево-судинних захворювань у клінічній практиці (2003) відзначено, що найінформативнішими сучасними методами діагностики атеросклерозу є магнітно-резонансна томографія (МРТ), спіральна комп'ютерна томографія (КТ) і сонографія.

### Лабораторна діагностика
Лабораторна діагностика полягає у визначенні ліпідного спектру крові (ліпідний профіль), визначенні рівнів білкових індикаторних молекул — аполіпопротеїн A1, діагностиці супутніх порушень вуглеводного обміну (індекс HOMA), гіпергомоцистеїнемії тощо.

## Лікування, профілактика
Запобіганню атеросклерозу сприяють доцільна організація режиму праці, відпочинку й харчування, систематичні заняття спортом, утримання від постійного вживання алкогольних напоїв та куріння. Літнім людям рекомендують обмежувати вживання в їжу продуктів, багатих на жири та холестерин (жовток яєць, вершкове масло, свинина, мозок), хоча звичайно атеросклероз не можна розглядати виключно як безпосередній наслідок нераціонального харчування.
У схемі лікування атеросклерозу розглядаються як медикаментозні, так і немедикаментозні методи.

### Немедикаментозні методи корекції гіперліпідемії
Для досягнення адекватного ефекту тривалість такого лікування повинна бути щонайменше 6 місяців. У схемі терапії ключовими є наступні моменти:
- відмова від куріння тютюну;
- відмова від алкоголю або вживання його в невеликих кількостях (до 24 г на добу в перерахунку на чистий спирт);[13]
- відмова від смаженої їжі;
- відмова від жирної тваринної їжі;
- обмеження в раціоні червоного м'яса (яловичина, свинина, баранина);
- протиатеросклеротичний раціон — наприклад, «середземноморська дієта»: раціон, збагачений рослинними оліями, багатими на поліненасичені жирні кислоти (Омега-3) — лляною, ріпаковою або оливковою, з великою кількістю сирих овочів та фруктів. З алкоголю допускається лише виноградне вино до 150 мл на день (але краще повністю відмовитися від алкоголю, тому що він є фактором ризику виникнення інсульту). Відмова від хліба з борошна вищих сортів, вживання хліба з борошна грубого помелу без дріжджів (на хмільовій або виноградній заквасці), щоденне вживання фруктів та овочів, помаранчевих плодів, зелені, риби, при вживанні м'яса надавати перевагу домашній птиці без шкіри;
- активний спосіб життя — регулярні дозовані фізичні навантаження;
- підтримання психологічного і фізичного комфорту;
- зниження маси тіла.

### Медикаментозна терапія
Включає в себе корекцію артеріальної гіпертензії (особливо систолічного артеріального тиску), цукрового діабету, метаболічного синдрому. Однак найбільш значущим є нормалізація ліпідного спектра. Препарати, що застосовуються з цією метою, поділяються на чотири основних групи:
- I — перешкоджають всмоктуванню холестерину
- II — знижують синтез ендогенного холестерину і тригліцеридів у печінці, зменшують їхню концентрацію в плазмі крові
- III — підвищують катаболізм і виведення атерогенних ліпідів і ліпопротеїдів
- IV — додаткові

#### Перша група
- IA — аніонообмінні смоли (холестирамін, гемфіброзил). Адсорбують на собі холестерин. Не всмоктуються і не руйнуються в шлунково-кишковому тракті. Пік ефективності досягається через місяць застосування. Ефект зберігається 2-4 тижні після відміни. Недоліки: адсорбують також інші речовини — лікарські препарати, вітаміни, мікроелементи. Можуть бути причиною диспепсії.
- IB — рослинні ентеросорбенти (гуарем, β-ситостерин). Перешкоджають всмоктуванню холестерину в кишці. Необхідно запивати великою (не менше 200 мл) кількістю рідини. Також можуть спричинити диспепсію.
- IC — у розробці та апробації блокатор Ац-КоА-трансферази. За рахунок цього заходу вдасться знизити етерифікацію холестерину в ентероцитах і, як наслідок, блокувати захоплення в кишці.

#### Друга група
IIA — інгібітори 3-OH-3-метілглуратіл КоА редуктази (ГМГ-КоА редуктаза). Вони ж — статини. Найефективніша група препаратів. Представники в порядку зростання ефекту: ловастатин, симвастатин, флувастатин, правастатин і церивастатин, аторвастатин і розувастатин. Однак зі зростанням основного ефекту почасти збільшується і ризик побічних. Серед них: міопатія, рабдоміоліз аж до розвитку ниркової недостатності, особливо у поєднанні з фібратами і нікотиновою кислотою, гепатотоксичність, імпотенція, алопеція, диспепсія. Статини не можна поєднувати з алкоголем, застосовувати для лікування дітей, вагітних жінок та жінок у період лактації, хворих з ураженнями печінки. З обережністю статини мають застосовувати пацієнти після аортокоронарного шунтування.
IIB — похідні фіброєвої кислоти (фібрати): клофібрат, безафібрат, ципрофібрат, фенофібрат. Ускладненнями при використанні цих лікарських засобів можуть бути: міозит, алергія, диспепсія, жовчнокам'яна хвороба. Тому ці препарати попередніх поколінь зараз практично не застосовуються. Здебільшого зараз[коли?] широко застосовуються похідні фенофіброєвої кислоти або нове покоління фібратів: фенофібрат.
IIC — нікотинова кислота. Небажано застосовувати при цукровому діабеті. З побічних ефектів: шкірний свербіж, гіперемія, диспепсія.
IID — знижують синтез стеролу — пробукол.

#### Третя група
Ненасичені жирні кислоти: лінетол, ліпостабіл, трібуспамін, поліспамін, тіоктова кислота, Омакор, ейконол. Механізм їх дії полягає у зміні ліпідного спектра — підвищенні вмісту в плазмі крові ліпопротеїнів високої густини, які володіють антиатеросклеротичноми властивостями завдяки своїй функції: транспортування ліпідів з тканин до печінки для подальшого використання в метаболізмі. Ненасичені жирні кислоти можуть підсилювати дію цукрознижуючих препаратів та антиагрегантів.

#### Четверта група
Ендотеліотропні препарати (живлять ендотелій). Знижують рівень холестерину в інтимі судин. Перікарбат (пармідін, ангінін), синтетичні аналоги простацикліну (мізопростол, вазопростан), полікозанол, вітаміни А, Е (Аєвіт), С. Доказова база ефективності даних засобів станом на вересень 2017 року відсутня.

#### Хірургічна корекція
Операції на артеріях можуть бути відкритими (ендартеректомія), коли видалення бляшки проводиться за допомогою відкритої операції, або ендоваскулярними — дилатація артерії за допомогою балонних катетерів з розміщенням на місці звуження артерії стентів, що перешкоджають реокклюзії судини (транслюмінальна балонна ангіопластика та стентування артерії). Вибір методу залежить від місця і поширеності звуження або ступеню облітерації (перекриття) просвіту артерії.

#### Інші заходи
При лікуванні атеросклерозу поряд з організацією відповідного режиму й загальнозміцнюючими засобами певні результати дає застосування препаратів йоду, аскорбінової кислоти (вітамін С) та судинорозширювальних засобів (бендазолу, теофіліну)[джерело?].
Гімнастика при атеросклерозі
Фізичні навантаження при атеросклерозі допомагають м'язам ефективніше використовувати кисень, покращують кровообіг, сприяючи зростанню нових кровоносних судин, знижують високий артеріальний тиск. Корисне правило — щодня присвячувати 30 хвилин помірним аеробним вправам. Можна також поділити фізичну активність на заняття по 10 хвилин.
Гімнастика має вираженіший вплив на великі периферичні артерії, ніж на сонні. Тому фізичні вправи при атеросклерозі сонних артерій мають бути інтенсивнішими або тривалішими.
У рекомендаціях МОЗ зазначено, що багатьом дорослим слід щотижня приділяти 2 години 30 хвилин помірним аеробним вправам або 1 годину 15 хвилин енергійним навантаженням. Збільшивши фізичну активність, можна принести ще більше користі організму. І займатися менше, ніж рекомендовано, все ж таки краще, ніж взагалі не тренуватися. Було доведено, що всього 1 година помірних вправ на тиждень також приносить користь здоров'ю.